# Dipartimenti della Bolivia per indice di sviluppo umano
     0,700 – 0,799
     0,600 – 0,699
     0,500 – 0,599

Dipartimenti della Bolivia per indice di sviluppo umano 2017.
0,700 – 0,799
0,600 – 0,699
0,500 – 0,599

Questa è una lista dei dipartimenti della Bolivia per indice di sviluppo umano 2016.
| Indice di sviluppo umano alto  | Indice di sviluppo umano alto | Indice di sviluppo umano alto | Indice di sviluppo umano alto |
| Posizione                      | Dipartimenti                  | ISU (2015)                    | Comparabile con               |
| ------------------------------ | ----------------------------- | ----------------------------- | ----------------------------- |
| 1                              | Santa Cruz                    | 0,739                         | Ecuador                       |
| 2                              | Tarija                        | 0,703                         | Samoa                         |
| 3                              | Pando                         | 0,700                         | Moldavia                      |
| Indice di sviluppo umano medio |                               |                               |                               |
| 4                              | Beni                          | 0,685                         | Palestina                     |
| 5                              | Oruro                         | 0,683                         | Vietnam                       |
| 6                              | La Paz                        | 0,674                         | El Salvador                   |
|                                | Bolivia (media)               | 0,674                         | El Salvador                   |
| 9                              | Cochabamba                    | 0,663                         | Kirghizistan                  |
| 10                             | Chuquisaca                    | 0,650                         | Iraq                          |
| 11                             | Potosí                        | 0,583                         | Laos                          |